# Naissance en 1031
Naissance
- 1027
- 1028
- 1029
- 1030
- 1031
- 1032
- 1033
- 1034
- 1035

Cette page dresse une liste de personnalités nées au cours de l'année 1031 :
- Ibn Ammar, poète arabo-musulman.
- Malcolm III, roi d'Écosse.
- Roger Ier de Sicile, aventurier normand.
- Spytihněv II de Bohême, duc de Bohême.
- Shen Kuo, ou Shen K'uo, Chen K'ouo, Shen Guo, Shen Kua ou encore Shen Gua, scientifique polymathe chinois, fonctionnaire gouvernemental sous la dynastie Song.